# 石林南站
石林南站是位于云南省石林彝族自治县鹿阜街道锁卜所村的一个铁路车站，建于1997年，邮政编码652200，距石林县城约15公里。
石林南站目前为四等站，隶属昆明铁路局管辖，西距昆明站106公里，东距威舍站202公里，南宁站717公里。该站仅办理昆明与威舍间普慢列车的旅客乘降；办理行李、包裹托运；货运办理整车货物发到；不办理整车爆炸品及整车一级氧化剂发到。
1. ↑  铁道部电子计算技术中心, 铁道部运输局. . 北京: 中国铁道出版社. 1998: 116. ISBN 9787113030995.